# Kazuki Sato (futbolista nacido en 1974)
Kazuki Sato (佐藤 一樹 Sato Kazuki?, nacido el 27 de junio de 1974 en Gunma) es un exfutbolista japonés. Jugaba de centrocampista y su último club fue el Yokohama FC de Japón.

## Trayectoria

### Clubes
| Club                | País  | Año         |
| ------------------- | ----- | ----------- |
| Yokohama Flügels    | Japón | 1997 - 1998 |
| Yokohama F. Marinos | Japón | 1999        |
| Kyoto Purple Sanga  | Japón | 2000        |
| Oita Trinita        | Japón | 2001        |
| Yokohama F. Marinos | Japón | 2002 - 2003 |
| Sanfrecce Hiroshima | Japón | 2004        |
| Yokohama FC         | Japón | 2005        |

## Palmarés

### Títulos nacionales
| Título             | Club                | País  | Año  |
| ------------------ | ------------------- | ----- | ---- |
| Copa del Emperador | Yokohama Flügels    | Japón | 1998 |
| J1 League          | Yokohama F. Marinos | Japón | 2003 |